# Károly Kiss (zapaśnik)
Károly Kiss (ur. 28 stycznia 1974) – węgierski zapaśnik walczący w stylu klasycznym.
Zajął dziewiąte miejsce na mistrzostwach świata w 1994. Jedenasty na mistrzostwach Europy w 1997. Piąty w Pucharze Świata w 1993. Trzeci na MŚ kadetów w 1990 i na ME młodzieży w 1994 roku.